# Edgar Pillet
Edgar Pillet (* 20. September 1877; † 12. Mai 1959 in Hamburg) war ein deutscher Marine-Generalstabsarzt der Reichsmarine.

## Leben
Edgar Pillet trat am 1. Oktober 1903 in die Kaiserliche Marine ein und wurde am 9. Dezember 1912 Marine-Stabsarzt. Bis September 1914 war er als Detechementführer auf dem Lazarettschiff Kehrwieder. Für ein Jahr war er am Marine-Festungslazarett und dann bis Februar 1916 beim Marine-Kriegslazarett 2. Am 28. April 1918 wurde er Marine-Oberstabsarzt und war bis November 1918 Chefarzt der Lazarette Stara Sagora und Warna in Bulgarien. Anschließend war er bis Kriegsende am Marinelazarett Hamburg.
Nach dem Krieg wurde er in die Reichsmarine übernommen und hier erst am 1. April 1927 Marine-Generaloberarzt, dann am 1. Januar 1928 Marine-Generalarzt. Am 30. September 1930 wurde er mit dem Charakter als Marine-Generalstabsarzt aus der Marine verabschiedet.
1918 heiratete er in Roggenhausen Ruth Elise Adelgunde von Kries (* 1888).